# Lesjön (Bodums socken, Ångermanland)
Lesjön är en sjö i Strömsunds kommun i Ångermanland och ingår i Ångermanälvens huvudavrinningsområde. Sjön är 13,9 meter djup, har en yta på 6,56 kvadratkilometer och är belägen 228 meter över havet. Sjön avvattnas av vattendraget Näsån (Långselån).

## Delavrinningsområde
Lesjön ingår i det delavrinningsområde (709791-152724) som SMHI kallar för Mynnar i Lesjön. Medelhöjden är 251 meter över havet och ytan är 25,68 kvadratkilometer. Räknas de 297 avrinningsområdena uppströms in blir den ackumulerade arean 2 942,24 kvadratkilometer. Näsån (Långselån) som avvattnar avrinningsområdet har biflödesordning 3, vilket innebär att vattnet flödar genom totalt 3 vattendrag innan det når havet efter 168 kilometer. Avrinningsområdet består mestadels av skog (61 procent). Avrinningsområdet har 6,35 kvadratkilometer vattenytor vilket ger det en sjöprocent på 24,7 procent.